# Heliophila hurkana.
Heliophila hurkana. är en korsblommig växtart som beskrevs av Al-shehbaz och Mummenhoff. Heliophila hurkana. ingår i släktet solvänner, och familjen korsblommiga växter. Inga underarter finns listade i Catalogue of Life.